# 太宗台
太宗台（태종대）是位于韩国釜山影岛最南端的一个自然公园。
太宗台是釜山的一个观光景点，以美丽的海岸线、壮美的悬崖峭壁和葱绿的森林著名。 太宗台建有远望台，天气晴好时可以看到对面日本的对马岛。据说新罗太宗武烈王统一三国后，曾到此地，故名“太宗台”。

## 图片

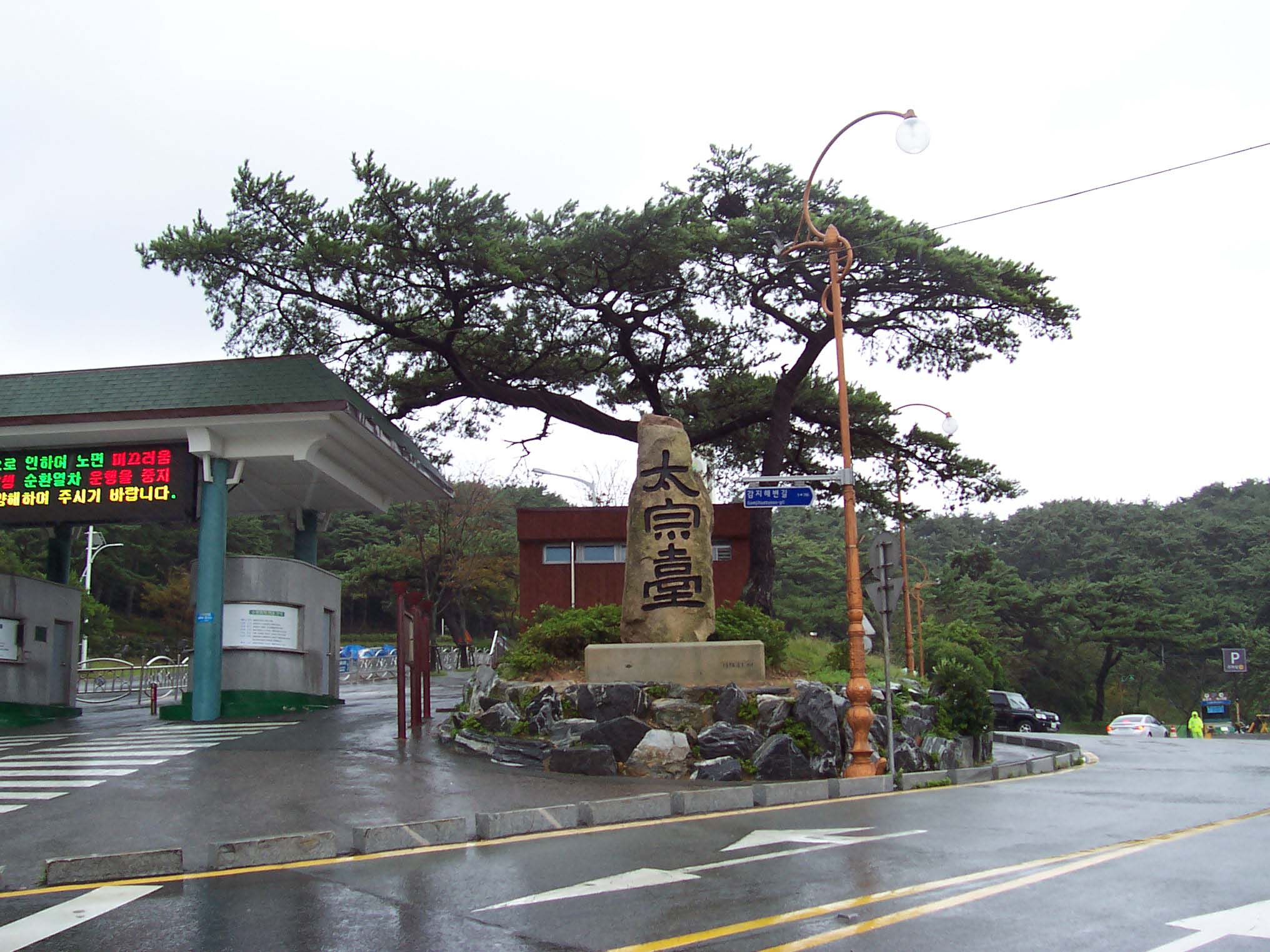
入口
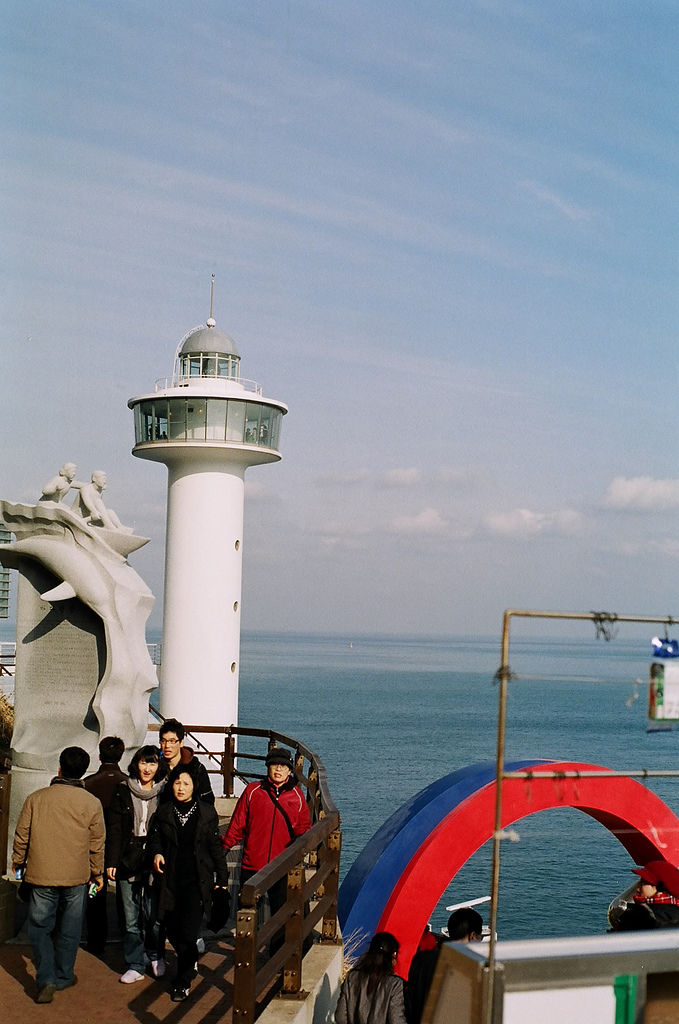
太宗台灯塔
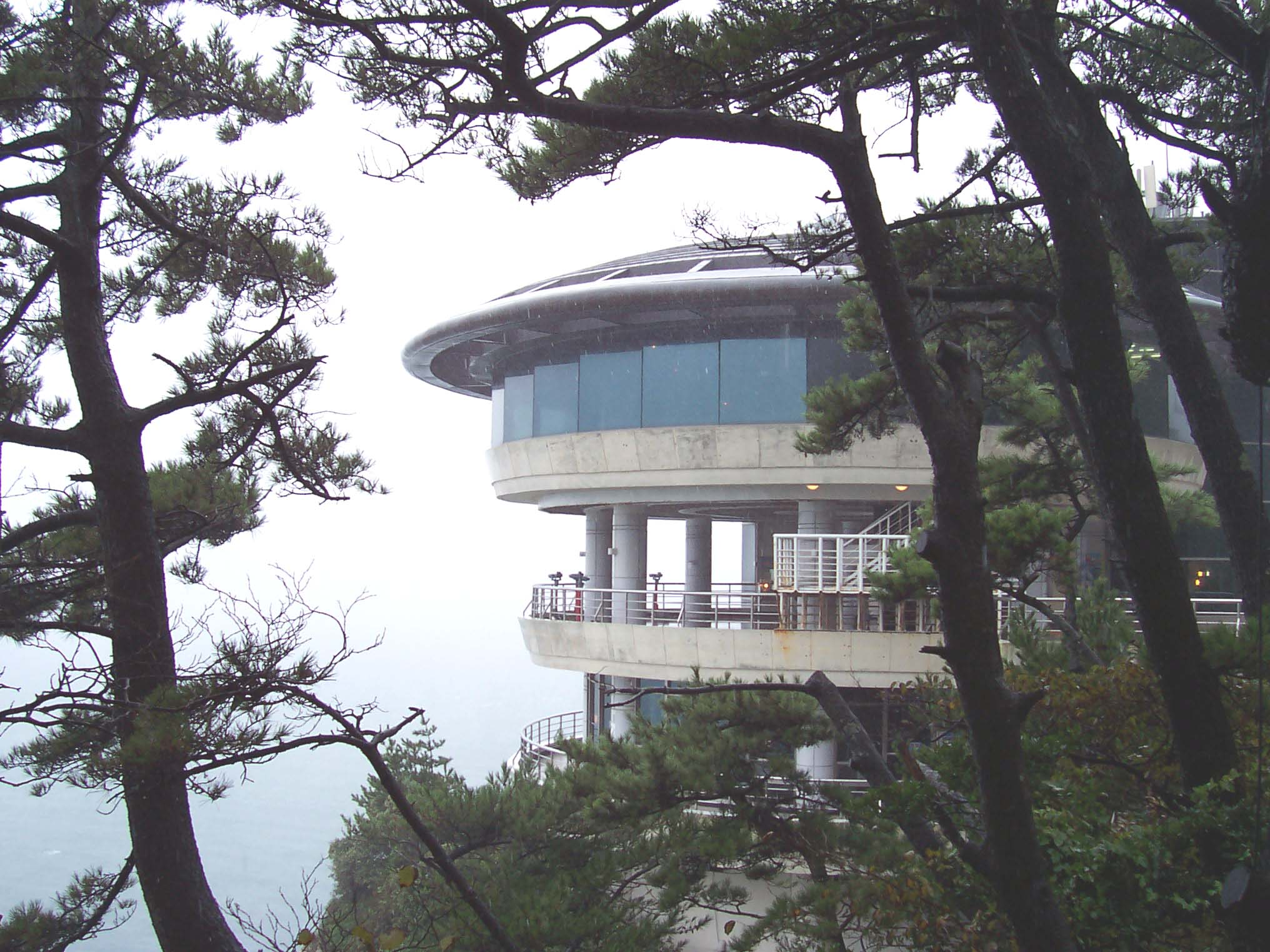
遠望臺
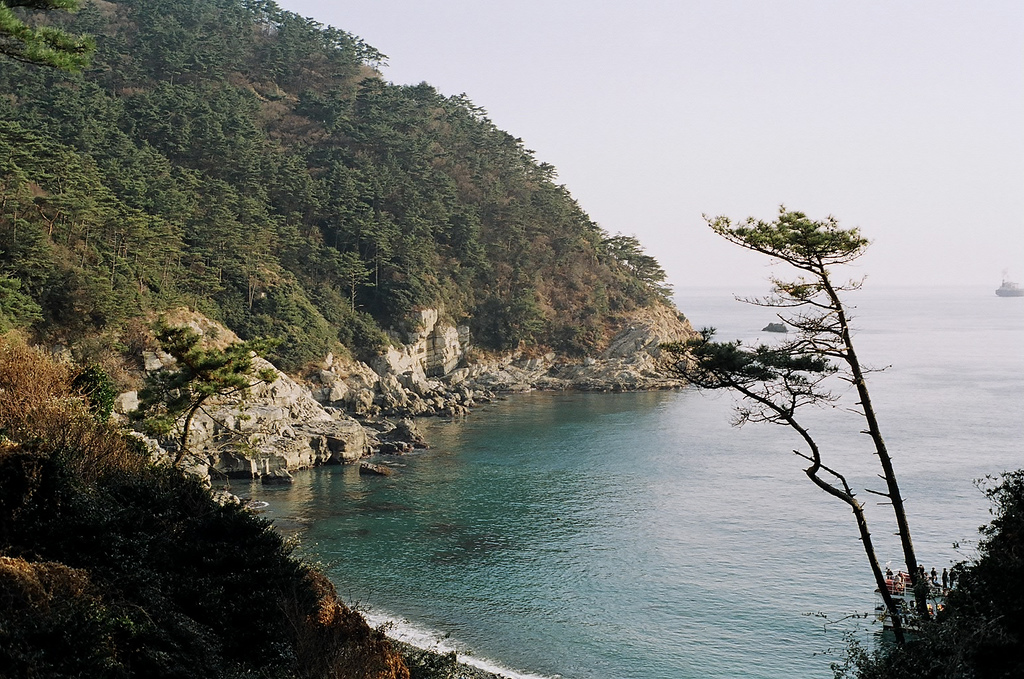
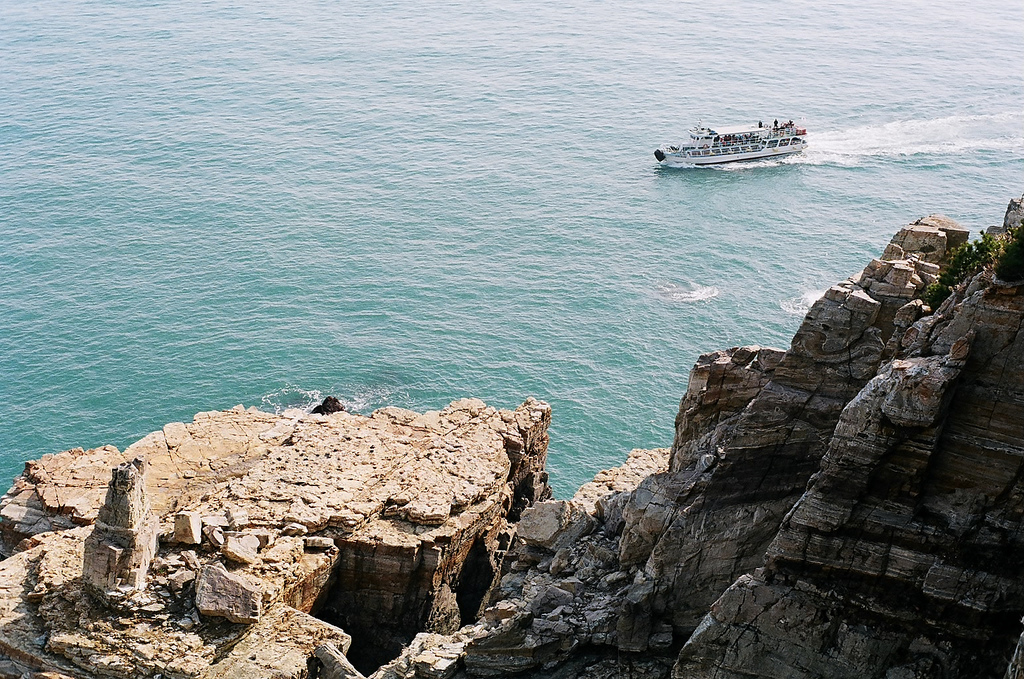
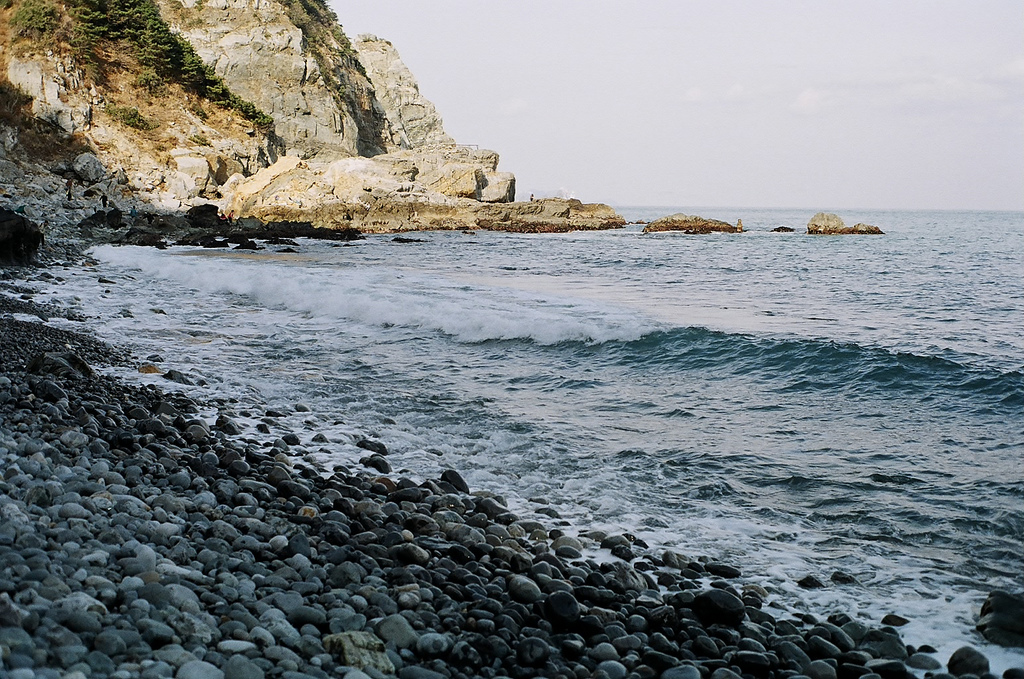
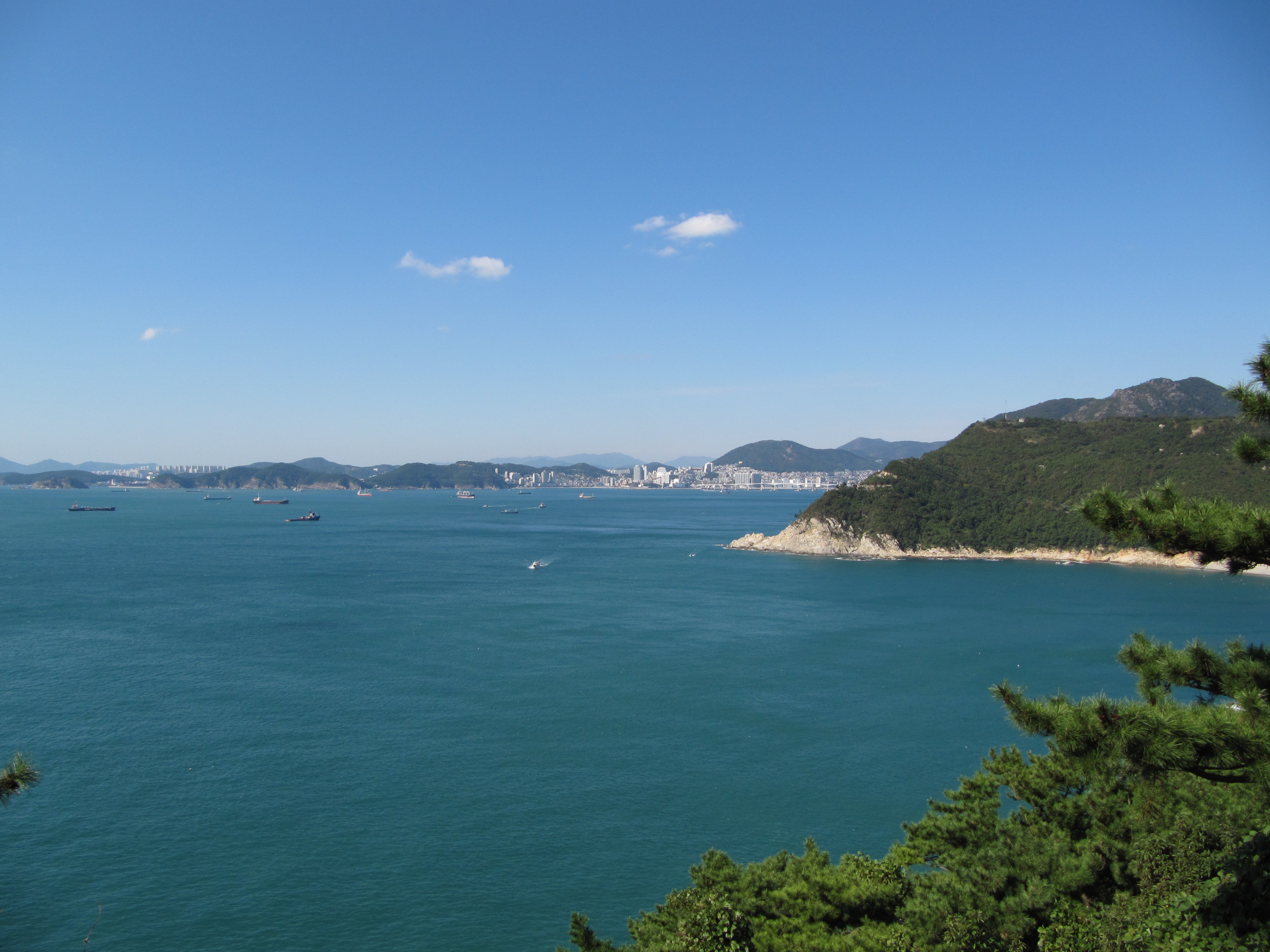
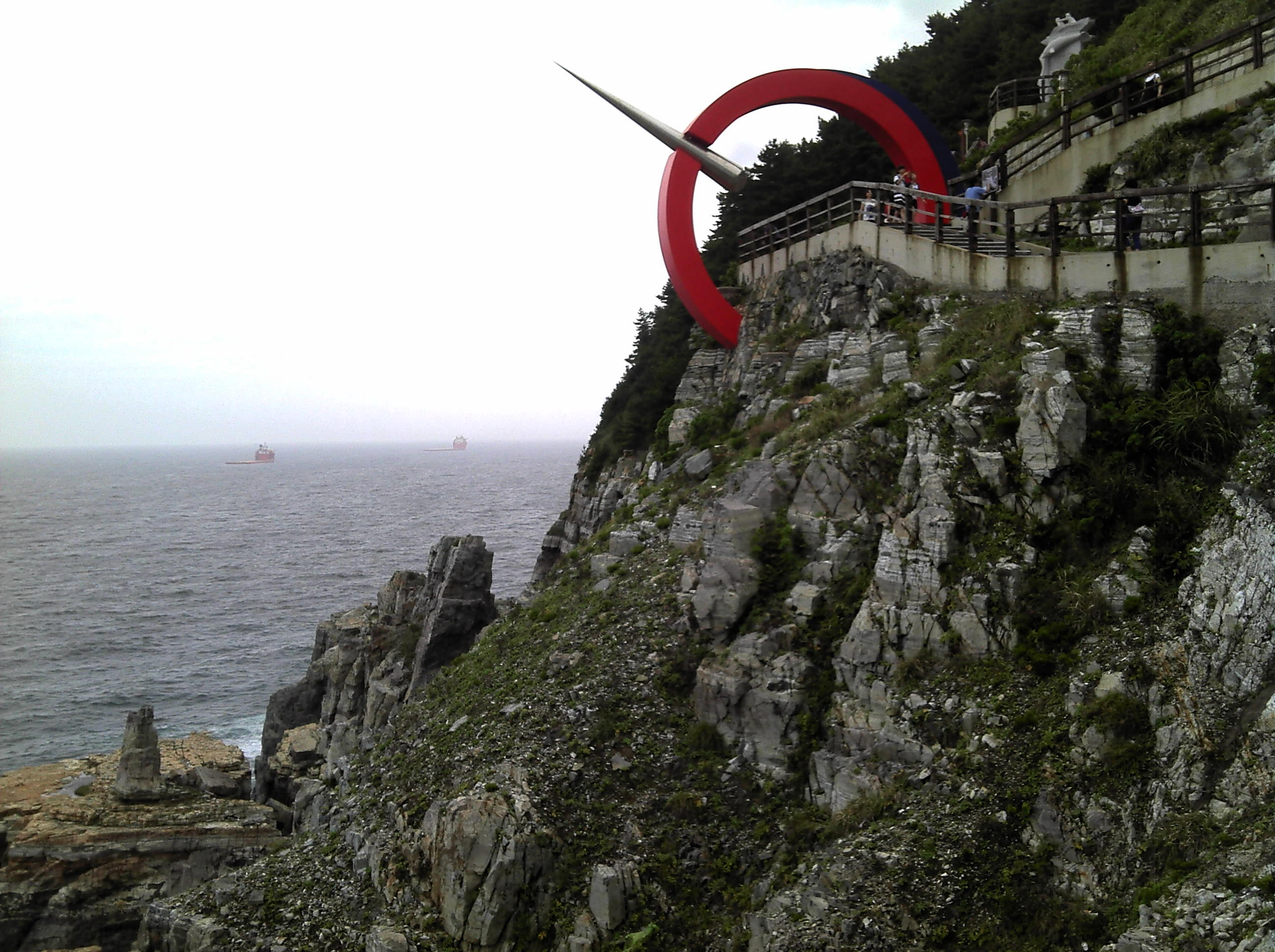